# Mert Müldür
Mert Müldür (Viena, Austria, 3 de abril de 1999) es un futbolista austriaco, nacionalizado turco, que juega como defensa en el Fenerbahçe S. K. de la Superliga de Turquía. Integra desde 2018 la selección de fútbol de Turquía.

## Trayectoria

### Rapid Viena
Müldür se unió a las academias del Rapid Viena de su ciudad natal en 2006, cuando tenía seis años, y desde entonces integró todas sus divisiones juveniles hasta abrirse paso en el primer equipo. Hizo su debut con el segundo equipo el 8 de agosto de 2017 en la victoria por 2-1 sobre Pölten por el arranque de la tercera división austriaca temporada 2017/18 y más tarde, esa misma temporada, debutó con el primer equipo, el 13 de mayo de 2018 en la derrota por 4-1 ante Red Bull Salzburgo, arrancando como titular y siendo reemplazado por Mario Sonnleitner al minuto 34.
Sobre el final de la campaña, el 29 de mayo de 2018, Müldür firmó su primer contrato profesional hasta 2021 con Rapid Viena. La temporada 2018/19 significó su rápida consolidación con el equipo, ayudando al Rapid a llegar a la final de la Copa de Austria y durante su campaña en la Europa League, torneo en el cual anotó el primer gol de su carrera, en el triunfo por 2-1 ante Spartak de Moscú, el 29 de noviembre de 2018.

### Sassuolo
El 20 de agosto de 2019 fichó a título definitivo por el Sassuolo de la Serie A de Italia, como recambio del saliente Pol Lirola. Se estima que su pase costó 5 millones de euros. Cinco días después, en el arranque de la liga italiana, hizo su debut en la derrota por 2-1 ante Torino ingresando por Jeremy Toljan al minuto 68. Poco a poco se fue haciendo un espacio en el equipo titular hasta que el 1 de julio de 2020 marcó su primer gol en Italia en el triunfo por 3-1 sobre Fiorentina.

## Selección nacional
Integra la selección de fútbol de Turquía, con la cual lleva disputados treinta y seis encuentros.
Nacido en Austria de padres turcos, Müldür ha representado a Turquía, desde sus categorías inferiores habiendo integrado la sub-17 (6 partidos), la sub-19 (4 partidos) y la sub-21 (6 partidos, un gol).
Hizo su debut con la selección mayor el 11 de octubre de 2018 en un amistoso sin goles ante Bosnia y Herzegovina, cuando ingresó al minuto 87 en reemplazo de Şener Özbayraklı.

### Participaciones en Eurocopas
| Copa          | Sede     | Resultado        | Partidos | Goles |
| ------------- | -------- | ---------------- | -------- | ----- |
| Eurocopa 2020 | Europa   | Primera fase     | 2        | 0     |
| Eurocopa 2024 | Alemania | Cuartos de final | 4        | 1     |

## Clubes y estadísticas
Actualizado el 26 de mayo de 2025.
| Club | Temporada     | Div.          | Liga  | Liga  | Copas nacionales(1) | Copas nacionales(1) | Copas internacionales(2) | Copas internacionales(2) | Total | Total |
| Club | Temporada     | Div.          | Part. | Goles | Part.               | Goles               | Part.                    | Goles                    | Part. | Goles |
| --- | ------------- | ------------- | ----- | ----- | ------------------- | ------------------- | ------------------------ | ------------------------ | ----- | ----- |
| Rapid de Viena II · Austria | 2017-18       | 3.ª           | 23    | 0     | 0                   | 0                   | —                        | —                        | 23    | 0     |
| Rapid de Viena II · Austria | Total club    | Total club    | 23    | 0     | 0                   | 0                   | 0                        | 0                        | 23    | 0     |
| Rapid de Viena · Austria | 2017-18       | 1.ª           | 2     | 0     | 0                   | 0                   | —                        | —                        | 2     | 0     |
| Rapid de Viena · Austria | 2018-19       | 1.ª           | 26    | 0     | 5                   | 0                   | 10                       | 1                        | 41    | 1     |
| Rapid de Viena · Austria | 2019-20       | 1.ª           | 4     | 1     | 0                   | 0                   | 0                        | 0                        | 4     | 1     |
| Rapid de Viena · Austria | Total club    | Total club    | 32    | 1     | 5                   | 0                   | 10                       | 1                        | 47    | 2     |
| U. S. Sassuolo Calcio · Italia | 2019-20       | 1.ª           | 24    | 2     | 1                   | 0                   | —                        | —                        | 25    | 2     |
| U. S. Sassuolo Calcio · Italia | 2020-21       | 1.ª           | 28    | 0     | 1                   | 0                   | —                        | —                        | 29    | 0     |
| U. S. Sassuolo Calcio · Italia | 2021-22       | 1.ª           | 31    | 0     | 2                   | 0                   | ―                        | ―                        | 33    | 0     |
| U. S. Sassuolo Calcio · Italia | 2022-23       | 1.ª           | 2     | 0     | 1                   | 0                   | ―                        | ―                        | 3     | 0     |
| U. S. Sassuolo Calcio · Italia | Total club    | Total club    | 85    | 2     | 5                   | 0                   | 0                        | 0                        | 90    | 2     |
| Fenerbahçe S. K. Turquía | 2023-24       | 1.ª           | 26    | 1     | 3                   | 0                   | 2                        | 0                        | 31    | 1     |
| Fenerbahçe S. K. Turquía | 2024-25       | 1.ª           | 29    | 3     | 3                   | 0                   | 14                       | 0                        | 46    | 3     |
| Fenerbahçe S. K. Turquía | Total club    | Total club    | 55    | 4     | 6                   | 0                   | 16                       | 0                        | 77    | 4     |
| Total carrera | Total carrera | Total carrera | 195   | 7     | 16                  | 0                   | 26                       | 1                        | 237   | 8     |
| (1)Incluye datos de la Copa de Austria (2018-19) y la Copa Italia (2019-20). (2)Incluye datos de la Liga Europa de la UEFA (2018-19) y Liga Europa Conferencia de la UEFA (2023-24). |               |               |       |       |                     |                     |                          |                          |       |       |